# Stazione di Carnate-Usmate
La stazione di Carnate-Usmate è il punto di incrocio delle linee Lecco-Milano e Seregno-Bergamo.

## Storia
La stazione entrò in servizio nel 1873 con l'attivazione della linea Monza-Calolziocorte.
Nel 1888 divenne stazione di diramazione, con l'attivazione della linea per Seregno, prolungata l'anno successivo fino a Bergamo.
Il 19 agosto 2020 un treno passeggeri che si trovava presso la stazione di Paderno-Robbiate, in sosta fuori servizio sul binario di incrocio a porte chiuse e senza personale ferroviario a bordo, per cause non chiare, ha iniziato a muoversi autonomamente e fuori controllo verso Monza ed ha acquistato velocità grazie alla pendenza naturale della linea, percorrendo circa 6 km; per arrestarne la corsa fuori controllo ne è stato provocato il deragliamento deviandolo dal corretto tracciato e facendolo impattare contro i respingenti del binario tronco posto a sud del binario 5 della stazione di Carnate-Usmate.
Sul treno, ritenuto inizialmente privo di passeggeri, si è poi scoperto che era presente un uomo, rimasto a bordo quando il mezzo aveva terminato il precedente servizio di linea a Paderno, che è rimasto leggermente ferito a causa del deragliamento delle prime carrozze.

## Strutture e impianti

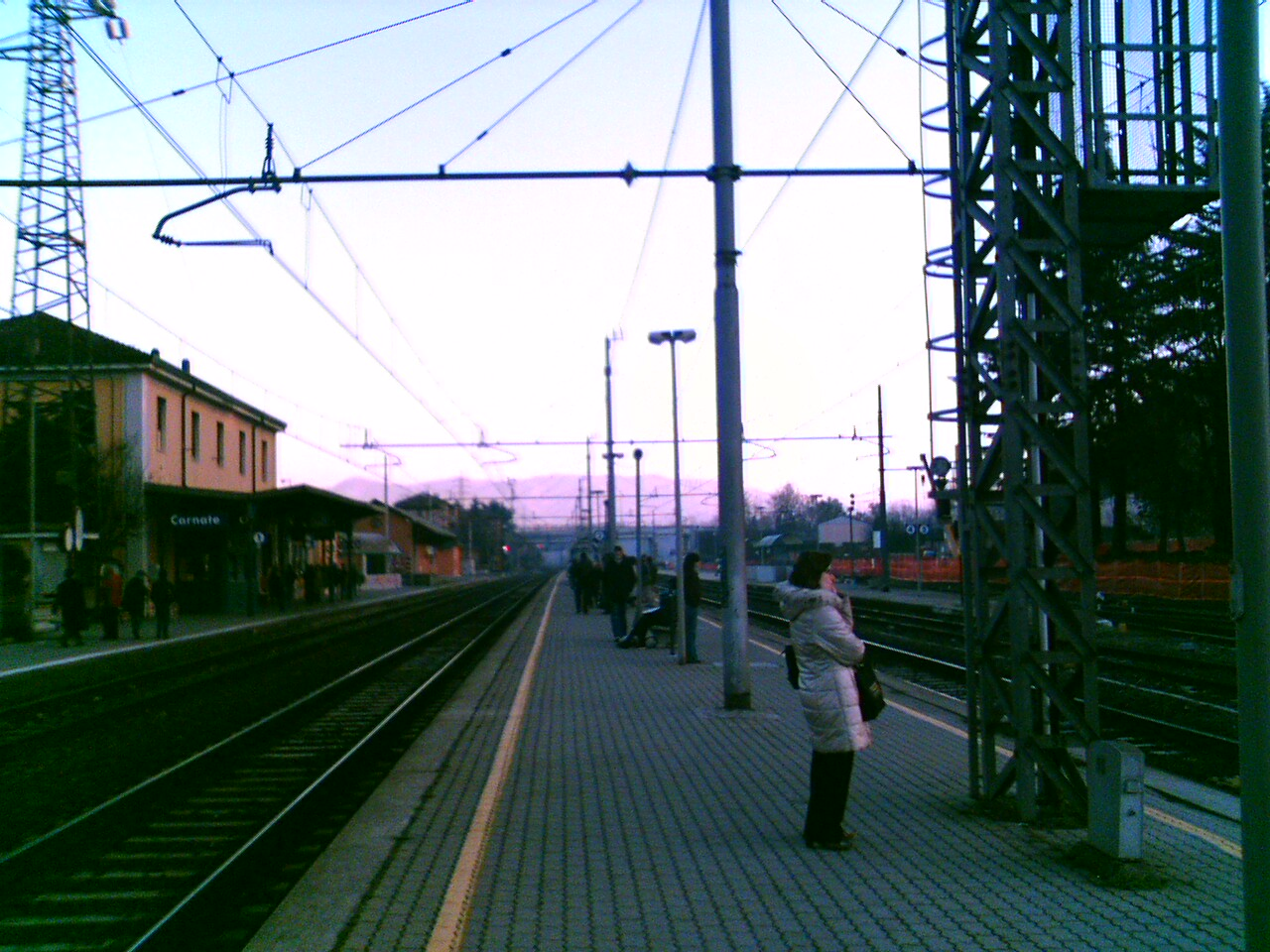
La banchina dei binari 2-3 prima della realizzazione delle pensiline

L'impianto è gestito da Rete Ferroviaria Italiana.
Il fabbricato viaggiatori si compone di due livelli ma soltanto il piano terra è aperto al pubblico. L'edificio è in muratura ed è tinteggiato di giallo. 
La struttura non presenta particolari elementi decorativi: essa si compone di cinque aperture rettangolari per ciascun piano.
Sono presenti altri fabbricati ad un solo piano che ospitano i servizi igienici, un bar e i locali tecnici di RFI.
Il piazzale dispone di sette binari, di cui quelli di corsa tra Lecco e Milano sono il 2 (usato dai treni con numerazione pari, verso Lecco) ed il 3 (usato dai treni con numerazione dispari, verso Milano); tali 2 binari sono anche quelli normalmente pianificati per la fermata dei treni Bergamo-Milano.
Gli altri binari sono posti su tracciato deviato e vengono usati per eventuali precedenze, soste di convogli (passeggeri e/o merci), e dai treni che hanno come capolinea questa stazione (binario 1, Linea Seregno-Carnate Usmate).
Tutti i binari - escluso il 6 - sono dotati di banchine collegate fra di loro tramite un sottopassaggio pedonale posto leggermente a nord rispetto al fabbricato viaggiatori, ed accessibile da entrambi i lati della ferrovia; vi è inoltre un secondo sottopassaggio pedonale nella parte sud dell'impianto (a ridosso dell'area dove in passato vi era un passaggio a livello), che tuttavia serve solo la banchina ad isola dei binari 2 e 3, verso l'esterno della stazione.
Le banchine dei binari da 1 a 5 sono parzialmente riparate da pensiline, e - ad esclusione della banchina del binario 1 - tutte le banchine presentano l'altezza sul piano del ferro adeguata per l'incarrozzamento a raso; il sottopassaggio è tuttavia privo ovunque di rampe, ascensori, montascale, ciclobinari, costituendo con ciò barriera architettonica all'utilizzo della stazione da parte di persone con difficoltà motorie, bagagli pesanti, passeggini, biciclette.

## Movimento
La stazione è servita dai treni regionali Milano Porta Garibaldi-Carnate-Bergamo e dai treni suburbani della linea S8 Milano Porta Garibaldi-Carnate-Lecco, operati da Trenord; fino al 2018 vi effettuavano capolinea anche i treni regionali Trenord della relazione Seregno-Carnate, in seguito sostituiti da servizi con autobus.
Il traffico passeggeri si attesta a 7 000 unità giornaliere, mentre il potenziale bacino di utenza è pari a 50 000 unità.

## Servizi
La stazione offre i seguenti servizi:
- Biglietteria a sportello
- Biglietteria automatica
- Sala d'attesa
- Servizi igienici
- Bar
- Edicola

## Interscambi
- Fermata autobus